# Рагби у колицима на Летњим параолимпијским играма
Рагби у инвалидским колицима се први пут такмичио на Љетњим параолимпијским играма као показни спорт 1996. године. Постао је званичан спорт за доделу медаља 2000. године и од тада се такмичио на свим Летњим параолимпијским играма. Одржава се само један догађај, мјешовити тим.

## Турнири
| 1996 детаљи | Атланта        | United StatesСАД              | 37 - 30 | CanadaКанада         | New ZealandНови Зеланд | 46 - 34 | Great BritainВелика Британија  |
| 2000 детаљи | Сиднеј         | United StatesСАД              | 32 - 31 | AustraliaАустралија  | New ZealandНови Зеланд | 44 - 32 | CanadaКанада                   |
| 2004 детаљи | Атина          | New ZealandНови Зеланд        | 31 - 29 | Шаблон:Whr-bigКанада | Шаблон:Whr-bigСАД      | 43 - 39 | Шаблон:Whr-bigВелика Британија |
| 2008 детаљи | Пекинг         | United StatesСАД              | 53 - 44 | AustraliaАустралија  | CanadaКанада           | 47 - 41 | Great BritainВелика Британија  |
| 2012 детаљи | Лондон         | AustraliaАустралија           | 66 - 51 | Canada               | United StatesСАД       | 53 - 43 | JapanЈапан                     |
| 2016 детаљи | Рио де Женеиро | AustraliaАустралија           | 59 - 58 | United StatesСАД     | JapanЈапан             | 52 - 50 | CanadaКанада                   |
| 2020 детаљи | Токио          | Great BritainВелика Британија | 54 - 49 | United StatesСАД     | JapanЈапан             | 60 - 52 | AustraliaАустралија            |
| 2024 детаљи | Париз          | JapanЈапан                    | 48 - 41 | United StatesСАД     | AustraliaАустралија    | 50 - 48 | Great BritainВелика Британија  |